# Carl Abraham Pihl
Carl Abraham Pihl (16 de enero de 1825 - 14 de septiembre de 1897) fue un ingeniero civil noruego, director de los Ferrocarriles Estatales de Noruega desde 1865 hasta su muerte. Es conocido como uno de los principales artífices del uso de ferrocarriles de vía estrecha en Noruega, los primeros en que se utilizó de forma sistemática el ancho de vía de 3 pies 6 plg (1067 mm) (que sería conocido como ancho del Cabo), y que posteriormente se instalaría en extensas áreas de todo el mundo.

## Semblanza
Hijo de Thomas Bugge Pihl y de Fredrikke Wivicke Margrethe Løvold, comenzó a trabajar como marino, pero pronto decidió asistir a la Universidad Tecnológica Chalmers en Gotemburgo (1841-1844). Posteriormente se trasladó a Londres y trabajó como ingeniero de una oficina técnica, participando en numerosos asuntos relacionados con los ferrocarriles, incluidos muchos de los encomendados a Robert Stephenson. Dos años después comenzó a trabajar en labores a pie de obra, con un puesto de gestión en Suffolk, hasta 1850. Mientras trabajaba en Inglaterra, también aprendió el arte de la fotografía. Las imágenes que tomó a lo largo de su carrera siguen siendo una colección única acerca del patrimonio ferroviario noruego, que data de 1862.
Regresó a Noruega en 1850 y comenzó a trabajar para la oficina de carreteras en el Ministerio del Interior de Noruega, pero en 1851 fue contratado como ingeniero en el primer ferrocarril de Noruega, la Línea de Hoved, donde trabajó en la sección de Christiania a Lillestrøm. Después de completar la obra en 1854, volvió a Inglaterra por un año, pero luego retornó de nuevo a Noruega para participar en el Canal de Telemark, y posteriormente, desempeñó el puesto de ingeniero del condado en Akershus. En 1855 propuso construir estaciones de bombeo y fábricas de gas en Skien.
Como era el ingeniero ferroviario más destacado de Noruega en ese momento, se le contrató en 1856 para trabajar en los proyectos de varios de los primeros ferrocarriles de Noruega, como la Línea de Kongsvinger, la Línea Hamar-Grundset y la Línea Trondhjem-Støren. En 1858 se creó la oficina de Statens Jernbaneanlægs hovedkontor para administrar los ferrocarriles estatales, y Pihl fue contratado como su director.
Después de la reorganización de los ferrocarriles en 1865, fue nombrado el primer director general de los ferrocarriles estatales. Cuando la institución se transformó en los Ferrocarriles Estatales de Noruega en 1883, Pihl fue nombrado director de la división de infraestructura, un puesto que ocupó hasta su muerte. Durante sus últimos catorce años de carrera fue considerablemente menos influyente de lo que había sido con anterioridad, pero seguía siendo el funcionario mejor pagado de Noruega en ese momento.
En reconocimiento a su asistencia técnica, las administraciones del Ferrocarril de Toronto, Gray y Bruce y del Ferrocarril de Toronto y Nipissing ofrecieron pagar el viaje de Pihl a Toronto para la apertura de sus líneas con vías de 3 pies 6 plg (1067 mm) de ancho en el verano de 1871. Pihl insistió en pagar los gastos de su desplazamiento para no verse comprometido por tal regalo. Navegó desde Christiania a Inglaterra, donde pasó mucho tiempo como invitado del 3er Duque de Sutherland, y de Sir Henry Whatley Tyler, visitando a John Ramsbottom en los talleres de locomotoras de la compañía del Ferrocarril de Londres y del Noroeste en Crewe. Luego navegó a Nueva York, donde conoció al ingeniero ferroviario sueco John Ericsson. Viajó en un barco de vapor y en tren a las Cataratas del Niágara y luego a Toronto. Los directores del sistema canadiense de vía estrecha lo honraron con varios banquetes y con el regalo de un jarrón de plata. Le ofrecieron un trabajo en Toronto con el Ferrocarril Grand Trunk, pero se negó a pesar de que le ofrecieron el doble del salario que ganaba en Noruega. Incluso insistió en que la oferta no se hiciera pública para que no fuera vista como un medio de aumentar su salario por parte de las autoridades noruegas.
En 1870 fue elegido miembro de la Real Academia de las Ciencias de Suecia, y el 4 de mayo de 1880 miembro de la Institución de Ingenieros Civiles del Reino Unido.
En 1853 se casó con Catherine Ridley en Ipswich. La pareja tuvo 11 hijos entre 1854 y 1875.

## Controversia sobre el ancho de vía noruego

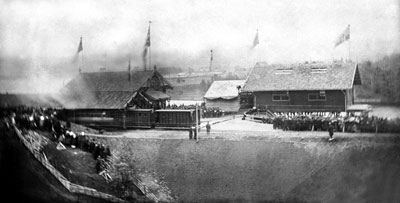
Fotografía tomada por Pihl de la apertura de la Randsfjordbanen en 1868

Al ejecutar el Ferrocarril Troncal Noruego (1850-1854), Robert Stephenson concibió la línea de acuerdo con los parámetros británicos propios del ancho estándar, lo que se tradujo en curvas amplias que obligaban a realizar largas estructuras. Esta línea era muy cara; y Pihl argumentó que los ferrocarriles de vía estrecha serían mucho menos costosos de construir. Después de estudiar diseños extranjeros, C. W. Bergh inicialmente concluyó que el ancho de 3 pies 4 plg (1016 mm) sería adecuado, pero Pihl abogó por un sobreancho adicional y optó por 3 pies 6 plg (1067 mm). A través de su influyente posición en el departamento, convenció a los políticos de que todos los ferrocarriles nuevos deberían construirse con vía estrecha, excepto aquellos que se fueran a conectar con el sistema sueco, donde el ancho estándar se había convertido en la norma. Durante el auge de la construcción ferroviaria de los años 1870 y 1880, todos los ferrocarriles noruegos (excepto la Línea de Kongsvinger, la Línea de Meråker y la Línea de Østfold) se construyeron con vía estrecha, dejando a Noruega con dos sistemas incompatibles entre sí.
En ese momento no se consideraba probable que el sistema ferroviario se interconectara, pero con el cambio de siglo, proyectos a gran escala como la Línea de Bergen y la Línea de Sørland estaban conectando todos los ferrocarriles aislados; y los costos de transbordo se estaban convirtiendo en una pérdida de recursos para los ferrocarriles. Esta circunstancia motivó que todas las líneas de vía estrecha se cerraran o se convirtieran al ancho estándar entre 1909 y 1949, a un costo muchas veces mayor que el ahorro inicial de construirlas con vía estrecha. Durante la década de 1880 resurgió la cuestión del ancho de vía, y la mayoría de especialistas recomendó el ancho de vía más amplio; y pronto se demostró que los ferrocarriles de vía estándar construidos con las mismas especificaciones que los de vía estrecha podrían realizarse al mismo costo. Pihl comentó en sus últimos años que, si bien se dio cuenta de que la vía estrecha había quedado obsoleta, en aquel momento había sido una elección entre construir estrecho y barato, o no construir en absoluto. La desaparición de la vía estrecha se selló un año después de la muerte de Pihl, cuando el parlamento decidió construir la Línea de Bergen en ancho estándar. 

## Ferrocarriles de vía estrecha

### 3pies 6plg (1067mm)
El sistema de vía estrecha desarrollado por Pihl es la única exportación notable de transporte ferroviario de origen noruego. A través de sus viajes internacionales, convenció a otros países con predominio de zonas rurales para construir sistemas más económicos de vía estrecha, y la medida de 3 pies 6 plg (1067 mm) pronto se convirtió en uno de los principales sistemas ferroviarios del mundo. Muchas colonias y dominios británicos como Sudáfrica, Queensland, Canadá, Terranova y Nueva Zelanda optaron por el ancho de Pihl, al igual que países asiáticos como Indonesia, Japón, Filipinas y Taiwán.
Mientras que la mayoría de los autores usan el término "Cape gauge" (ancho del Cabo) para describir el ancho de 3 pies 6 plg (1067 mm), refiriéndose a su uso por los Ferrocarriles del Gobierno del Cabo, algunas otras fuentes usan el término "CAP gauge" (ancho CAP), un acrónimo de Carl Abraham Pihl.

### Acoplamientos y gálibo de carga
Los trenes promovidos por Pihl disponían de un acoplamiento de amortiguación central, más adecuado para curvas cerradas que el modelo original de amortiguación doble y cadena desarrollado por Stephenson. Curiosamente, nunca se intentó introducir estos acoplamientos aptos para curvas más cerradas en líneas de ancho estándar, aunque los tranvías que tienen curvas extremadamente cerradas generalmente tienen algún tipo de acoplamiento central. 
Del mismo modo, el costo de una línea de ancho estándar se reduciría al tener un gálibo de carga más pequeño; con vehículos más cortos, más bajos y más estrechos; y con túneles de sección transversal más pequeña. 

## Otros pioneros de la vía estrecha
(En orden cronológico de "influencia")
- Henry Archer: Ferrocarril de Festiniog inaugurado en 1836 (tirado por caballos y gravedad); 1863 (locomotoras de vapor) 
  - Estación de Gloucester de 1844, con el primer cambio de ancho
  - Comisión Real de Anchos de Vía Ferroviarios de 1845, que no tuvo en cuenta la vía estrecha
- Abraham Fitzgibbon: Ferrocarriles de Queensland, abiertos en 1865
- Robert Fairlie: Locomotora articulada (patentada en 1864)
- Thomas Hall: Ferrocarril de Namaqualand en la Colonia del Cabo (1875)
- Paul Decauville: Fabricación de equipos Decauville de vía estrecha, comenzada en 1875
- Everard Calthrop: c1886

## Eponimia
- El buque Carl Pihl, un barco de 726 toneladas, navegó en aguas noruegas, australianas y californianas.[10] Operó en Australia entre 1884 y 1889, transportando cargas como madera y lana.

Referencias de periódicos:
- 1889 (6)
- 1888 (5)
- 1886 (19)
- 1885 (2)
- 1884 (16)